# Francis Hagerup
George Francis Hagerup (født 22. januar 1853 i Horten, død 8. februar 1921 i Kristiania) var en norsk jurist, diplomat og politiker. Han tilhørte den dansk-norske Hagerup-slægt og var bror til general Henrik Steffens Hagerup.

## Opvækst
George Francis Hagerup er vokset op i Trondheim og er søn af kontreadmiral og statrådsmedlem Henrik Steffens Hagerup.

## Uddannelse
George Francis Hagerup blev student i 1870. Efter at have studeret medicin i flere år forlod han sine studier og tog den juridiske embedseksamen i 1876, hvis løfterige udfald straks skaffede ham et offentligt rejsestipendium. Han benyttede rejsestipendiumet til mindre end et års ophold i München, Leipzig og Paris, hvor han studerede romersk og moderne formueret.

## Juridisk karriere
Da han kom hjem fra sin studierejse overtog han den praktiske stilling som sorenskriverfuldmægtig. Han blev tilknyttet universitetet som stipendiat i 1878, hvor han blev konstitueret som assessor i Kristiania (i dag Oslo) byret
Hans videnskabelige arbejde var først i formueretlig retning. Allerede hans debutarbejde om Kjøb og Salg (i Norsk Retstidende, 1883 samt i særtryk; 2. udgave 1884), hvori han underkastede emnet en selvstændig kritisk behandling fra et moderne synspunkt, gjorde ham til læst forfatter.
Efterfølgende fik han udgivet Om tradition som betingelse for overdragelse af Løsøre (i N. Retstid., 1884, samt i særtryk), en afhandling der dannede baggrund for hans juridiske doktorgrad, som var ret sjælden i Norge på daværende tidspunkt, i maj 1885. I denne anledning fik han også publiceret Tre Forelæsninger fra 1885.
Efter at han samme år blev konstitueret som juraprofessor, skrev han følgende indlæg i Nordisk Retstidende:
- "Om Gjældsovertagelse", 1886
- "Om Ægtefællers Arveret, Reformforslag med Motiver", 1887 (som i 1898 og 1917 udkom i nye omarbejde udgaver)

I 1887 blev han udnævnt til fast juraprofessor.
På det 6. nordiske juristmøde i 1887 holdt George Francis Hagerup foredrag over hans eget opstillede forhandlingsemne: Bør Grundbøgerne tillægges offentlig Troværdighed?.
Endelig har han i Kristiania Handelsgymnasiums årsberetninger, hvor han i længere tid var lærer om handelsret og statsøkonomi, ladet optage Fire Afsnit af den norske Handelsret i 1886 og Omrids af den norske Handelsret (5. udgave 1916). 
Hagerup have overtaget at forelæse proces- og strafferet, i en betydningsfuld overgangstid.  Hvor også strafferetsplejeloven af 1. juli 1887, bygget på juryprincippet, blev indført. Han foretog i 1889 en studierejse til England, Frankrig og Tyskland og efter hans hjemkomst samme efterår holdt han en Rk. Forelæsninger over den ny lov, hvor også talrige ældre jurister i praktisk virksomhed indfandt sig som tilhører.
I denne sammenhæng udgav han sammen med rigsadvokat Getz Lov om Rettergangsmaaden i Straffesager med oplysende  Anmærkninger og Henvisninger (1889, 2. udgave 1890), en kortfattet og i praksis stærkt benyttet kommentar til loven. Det er ligeledes værd at nævne hans udgave af Straffeprocesloven og Lov om Forandringer i samme af 1891 med tilhørende Resolutioner, Instruxer etc. (1893). 
Han havde allerede tidligere i efteråret i 1886 udtrykt sine egne principielle stærkt betonede betænkeligheder ved jurysystemets Indførelse i et foredrag (trykt i Tidsskr. »Vidar« 1887). Beregnet på et større publikum var ligeledes Den norske Straffeproces paa Grundlag af Juryloven, almenfattelig fremstillet« (1890) . Endelig udgav han i 1893 sine Forelæsninger over den norske Straffeproces, som i 1904-1905 udkom i ny og udvidet udgave i to bind. 
Senere har han udgivet Forelæsninger over den norske Civilproces, I—IV (1895—1901, 2. Udgave 1903—07). I årene 1918-1919 har han med bistand af højesteretsassessor Paulsen omarbejdet dette værk efter de ny Civilprooeslove af 1915. 
I 1906 udkom hans Forelæsninger over Retsencyklopædie og i 1919 Ret og Kultur i det nittende Aarhundrede
I 1907 udgav han Udvalgte mindre juridiske afhandlinger, 2. samling 1913.
Også på det kriminalretslige område har han været en af den nyere videnskabelige bevægelses nordiske ledere.
I 1890 juristmødet i København deltog han med et foredrag over et af de reformvenliges ynglingsemne Betingede Straffedomme(trykt 
i Mødets Forhandl.) og da de norske medlemmer af Internationale kriminalistiske Forening , stiftet i 1889, i foråret 1892 besluttede at danne en norsk kriminalistforening, blev Francis Hagerup bestyrelsesformand og indledte samme efter foreningens første møde med et foredrag over nyere strafferetsbevægelser.
Fra sine forelæsninger over kriminalretten udgav han først et enkelt udførligt afsnit om formuesindgreb og dokumentforbrydelser i »N. Retstid.« 1891, omarb. Udg. 1894) og senere i 1991 strafferettens almindelige del, Almindelig borgerlig straffelov af 22. Maj 1902 og Lov om 
dens Ikrafttræden af samme dato — med oplysende Anmærkninger i 1903, samt Militær straffelov af 22. Maj 1902 — med oplysende Anmærkninger i 1904 i samarbejde med P. J. Paulsen.
.Desuden har han oversat Holtzendorff’s »Europæiske Folkeret« (1885), paa ny udg. Hallager’s »Arveret« (1885) samt deltaget i Genudgivelsen 
af Prof. Schweigaards »Kommentar til den norske Kriminallov«. Fra 1888 har han været ledende Redaktør af det for Nordens nyeste jur. videnskabelighed saa betydningsfulde »Tidsskrift for Retsvidenskab, udg. af Bestyrelsen for den Stang’ske Stiftelse i Kria«, til hvis Hæfter han jævnlig tillige selv har leveret litterære Oversigter, Anmeldelser og selvstændige Afh. Bl. de sidste er særlig at fremhæve Tidsskriftets Aabningsartikel, »Nogle Ord om den nyere Retsvidenskabs Karakter« (1888), hvori han stiller sig paa den moderne tyske Jurisprudens’ Standpunkt og kræver en syntetisk-konstruktiv Behandling af Retten og Retsbegreberne ud fra den positive Rets eget Indhold. 
Senere har han stadig deltaget i Diskussionen om folkeretlige, strafferetlige, processuelle, privatretlige og retsfilosofiske Problemer. Ingen Del af Retsvidenskaben er ham fremmed, og med en hartad overmenneskelig Arbejdskraft har han under sin politiske og diplomatiske Løbebane vedligeholdt sin videnskabelige Produktivitet, udg. og omarbejdet sine Forelæsninger i stadig ny, tidsmæssige Udg. Paa denne Vis har han vedblevet at øve en 
stor Indflydelse inden for den norske Juristverden, ogsaa efter at han 1903 endelig forlod sin Lærerstilling ved Univ. 1907 nød han den enestaaende Udmærkelse at blive tildelt den Ørsted’ske Guldmedaille. 
Ligesom H. saaledes paa det videnskabelige Omraade i fortrinlig Grad viste sig at være Fremskridtsmanden, er han det samme paa det praktisk-sociale. Navnlig har ogsaa Kvindesagen i ham fundet en indflydelsesrig Støtte. Mindre Lejlighed har han haft til at medvirke i det i Norge saa stærkt anvendte Lovkommissionsarbejde. Dog indtraadte han 1891 i Civilproceslovkommissionen og foretog af Hensyn hertil 1892—93 ny Studierejser til England Frankrig og Tyskland. I denne Virksomhed afbrødes han imidlertid allerede 1893, idet han ved Dannelsen af det konservative Ministerium 
Stang af 2. Maj d. A. kaldtes til Medlem af Kongens Raad, i hvilken Egenskab han tilbragte Aaret 1893—94 ved Statsraadsafdelingen i Sthlm og derpaa 1894 overtog Justitsdepartementet. Under den særdeles livlige Valgkamp Sommeren 1894 udfoldede han en energisk Virksomhed paa Folkemøderne i de 
forskelligste Landsdele som Forsvarer af det konservative Program. Ved sin tillidvækkende Optranen og Personlighed vandt H. saavel i som 
uden for Stortinget almen Anerkendelse som en betydelig politisk Kraft, hvortil ikke mindst bidrog hans fremragende Evne som en paa een Gang saglig og formfuldendt Taler. Det var derfor under flersidig Tilslutning, at Kongen, da det viste sig nødvendigt at danne et Koalitionsminislerium af Landets 3 politiske Partier, stillede H. i Spidsen for dette (14. Oktbr 1895). Da Valgene 1897 imidlertid gav Venstre 2/3 Flertal i Stortinget, og den 1895 nedsatte Komité ang. Ordningen af Unions-Stridsspørgsmaalene opløstes uden Resultat, demissionerede Ministeriet 17. Febr 1898, hvorefter H. gik tilbage til sin Universitetsstilling.

## Politisk karriere
Ved Stortingsvalgene 1900 og 1903 blev H. første Repræsentant for Hovedstaden, sidste Gang dog først efter lige over for sine stærke 
personlige Betænkeligheder at have givet efter for ovationsmæssige Opfordringer. I den forudgaaende, meget spændende Valgkamp havde han som Højres Leder taget overmaade virksom Del. Navnlig præciserede den Tale, han 15. Aug. holdt i Trondhjem, paa det skarpeste Stillingen, som den dengang ifølge Højres Betragtning forelaa. Ved Valgene sejrede da ogsaa Forhandlingspolitikken, og H. paatog sig paa Grundlag af dens Program at danne det ny Ministerium af 22. Oktbr 1903. Ud igennem Aaret 1904 viste det sig imidlertid, at den sv. Regering med Boström som ledende Chef ikke havde til Hensigt med imødekommende og paaregnet Hurtighed at fremme Forhandlingerne om Konsulatsagen. Disses aktive Repræsentant i det sv. Statsraad, H.’s personlige Meningsfælle, Udenrigsministeren Lagerheim indgav tværtimod 7. Novbr 1904 sin Afskedsbegæring, og 23. s. M. indfandt Boström sig i Kria for at overraske den norske Regering med det sv. Raads saakaldte »Grunder«, ɔ: principielle Vilkaar for Forhandlingernes Fortsættelse. Sin og 
sine Kollegers Mening om disse »Grunder« redigerede H. i sin Skrivelse til Boström af 26. Novbr, et hist. Aktstykke, der danner det nærmest indledende Skridt i den Række Forholdsregler og Erklæringer fra norsk Side, der i Løbet af nogle Maaneder førte til Unionens Opløsning. »Der kan«, skrev H., »fra norsk Side ikke gives Tilslutning til noget, der i faktisk ell. retslig Henseende forlener den nu bestaaende Ordning af Udenrigsstyret nogen anden Hjemmel, end den nu har. Der kan fra norsk Side heller ikke paaregnes Tilslutning til nogen Ordning, hvorved der gives sv. Myndigheder Adgang til at gribe ind i norsk Statsmyndigheds Afgørelser«. Det sv. Krav, gaaende ud paa at give den sv. Udenrigsminister Ret 
til i et væsentlig sv. Statsraad at lade afskedige en særskilt norsk Konsul, ansat i norsk Statsraad, afviste H. med de Ord, »at dette 
Krav var ganske uforeneligt med den norske Grundlov«, samt »at en Ordning, hvorved sv. Statsmyndighed skulde kunne ophæve en af norsk Statsmyndighed fattet Beslutning, efter alm. stats- og folkeretlige Principper vilde paatrykke Norge et Lydrigestempel og derfor i national Henseende være et overordentlig stort Tilbageskridt i Forhold til den nuv. Ordning af Konsulatvæsenet«. Uagtet H. derpaa 9. Decbr indtraf i Sthlm, fremkaldte de Konferencer, hvortil Opholdet dersteds gav Anledning, i Realiteten ikke bedre Udsigter til for Norge acceptable Vilkaar, og de videre 
Erklæringer, som i de første Uger af 1905 fra begge Sider udveksledes, tjente alene til yderligere at fastslaa Forhandlingernes Resultalløshed. Da 
H. i Stortingets Møde 9. Febr herom afgav Meddelelse, udtalte han: »Den Stilling, som derved er fremkaldt, er af en meget alvorlig Art. Vort Folk er besjælet af et levende Ønske om at bevare det fredelige Forhold og den gode Forstaaelse mellem de to nærbeslægtede Nabofolk, der er lige vigtig for begge. Men den nuværende unionelle Tilstand er uholdbar og vil ikke kunne vedvare, uden at sætte dette Forhold i Fare. Opgaven maa derfor, nu mere end nogen Sinde, være: helt og uafkortet at faa gennemført Betingelserne for, at Norge kan indlage den stats- og folkeretslige Stilling, der 
tilkommer det som suverænt Rige . . . Kan denne Opgave ikke løses inden for Rammen af den bestaaende Statsforbindelse mellem Norge og Sverige, maa det komme under Overvejelse at forberede ny og friere Former for en saadan Samvirken mellem begge Folk til Fremme af fælles Interesser, som alle maa ønske bevaret, og som i Virkeligheden i højere Grad end Institutioner er det varige og værdifulde Grundlag for enhver Sammenslutning mellem fri Folk . . . Stillingen bør fremkalde Drøftelser og Samvirken mellem Storting og Regering«. H. tilføjede, at han og hans Kolleger i Regeringen var ligesaa beredte til hertil at yde deres Medvirken som til »at træde tilbage, om deres Vedbliven i Stillingerne skulde volde Vanskeligheder for 
Samarbejdet mellem Partierne«. Der udviklede sig imidlertid ud gennem Februar Maaned en voksende Meningsforskel inden for Ministeriet selv om de nærmeste Maal og Midler. H. var personlig Leder af den Fraktion, der gennem Vedtagelse af en i Forslag foreliggende Grundlovsforandring ønskede at bane Adgang for Fremsættelse af Forslag til Rigsaktens Ophævelse, en Udvej, som i saa Fald næste Stortingsvalg vilde komme til at dreje sig om. Da denne udsættende Holdning ikke engang inden for Ministeriet selv formaaede at samle om sig mere end det halve Antal af Medlemmerne, og et Mindretal desuden vægrede sig ved under de forhaandenværende Omstændigheder overhovedet at beholde deres Pladser, indgav hele Statsraadet 1. Marts sine Afskedsansøgninger, hvoraf dog blot H.’s var ledsaget af nærmere Motivering. I denne udtalte han, at Grundlaget for et Unionsopgør »kan ikke nu længere være det samme som ved tidligere Unionsforhandlinger, nemlig Forudsætningen om, at det maatte blive ved det gamle, hvisingen Enighed opnaas. Den bestaaende unionelle Tilstand er bleven uholdbar og vil ikke til Held for begge Folk kunne opretholdes. Grundlaget for et nyt 
Unionsopgør maatte derfor . . . være den Forudsætning, at om Norges berettigede nationale Krav ikke kan fyldestgøres inden for Rammen af den bestaaende Statsforbindelse, maa man søge friere Former for Folkenes Samarbejde. Dette Grundlag vilde allerede kunne forberedes i Aar. Der hviler Forslag . . . ved hvis Vedtagelse der vil aabnes Adgang til at fremsætte Grundlovsforslag . . . sigtende til at fjerne de grundlovsmæssige Hindringer for et i enhver Henseende fuldstændig frit Unionsopgør og at bortrydde de Vanskeligheder for et saadant, som ligger i, at Rigsakten i Norge er Grundlov, medens dette ikke er Tilfældet i Sverige. Det er min Overbevisning, at hvis det norske Folk i samlet Fylking vil betræde denne 
Vej, vil det være muligt at opnaa et fredeligt og ærefuldt Unionsopgør. Derimod har jeg ikke kunnet tilegne mig den Overbevisning, at ensidige norske Beslutninger, begrænsede til Konsulatsagen, ville være egnede til at føre til Maalet (d. e. nævnte Maal). I Henseende til de Betænkeligheder, som er forbundne med en saadan Aktion, indtager jeg fremdeles det samme Standpunkt, som jeg under sidste Valg, i Overensstemmelse med mit Partis Valgprogram, hævdede, navnlig i min Tale i Trondhjem 15. Aug. 1903. Dette Standpunkt var fra min Side Forudsætningen saavel for 
Modtagelsen af mit Valg til Stortingsrepræsentant som for min Indtrædelse i Regeringen«. Som den ny Ministerchef udpegede H. for Kronprinsregenten Statsraad Chr. Michelsen. Det officielle Ministerskifte fandt St. 11. Marts, og H. indtog paany sit Sæde paa Stortinget. En Maaned efter, 13. Apr., tog ogsaa Sverige’s Statsminister Boström sin Afsked. Under Aarets sig nu rask udviklende Situationer maatte H.’s Holdning selvsagt blive tilbagetrukken; men at den samtidig fra alle Sider erkendtes at have været fuldt loyal, fik et vakkert Udtryk, da Stortinget 18. Novbr udsaa ham til sammen med Præsidenten C. Berner og 8 andre Repræsentanter at afgaa i officiel Deputation til Kjøbenhavn for at meddele Kong Christian IX 
hans Sønnesøns Kaldelse til Norges Konge. H. kom saaledes til at deltage i den gribende Højtidelighed paa Amalienborg 20. Novbr. Han udnævntes derpaa 1906 til den betroede Stilling som Norges Sendemand ved det danske Hof, hvormed tillige Ministerposterne i Bryssel og Haag er blevne forenede. Siden 1903 har han været opnævnt som Norges Repræsentant ved Voldgiftsdomstolen i Haag og ligesaa ved den i Juni—Oktbr 1907 afholdte 2. Fredskonference i Haag. Her valgtes han til Præsident for 3. Kommissions 2. Underkommission, hvis Hverv det var at udrede Spørgsmaalene om 
Bombardement fra Søsiden af ubefæstede Byer og Havne samt Anvendelsen af Miner. Han var desuden Medlem af en Rk. Specialkomiteer og tog overhovedet paa fremtrædende Maade Del i Konferencens Forhandlinger. Samme Efteraar (Septbr 1907) deltog han i det 1. nordiske interparlamentariske Fredsmøde i Kbhvn, hvor han i et Foredrag, som siden gentoges i Kria ved Nobel-Festen 10. Decbr s. A., afgav Beretning om Haag-Konferencens Resultater. H. er 
desuden siden 1907 Medlem af det norske Stortings Nobel-Komité. Fra 1916 er H. Norges Minister i Sthlm, og han har visselig en Hovedandel i det gode Samarbejde, som under Verdenskrigen atter er indledet mellem de tidligere forenede Riger. 